# 蘇爾德巴赫河
46°38′21″N 7°41′24″E / 46.63916°N 7.69002°E

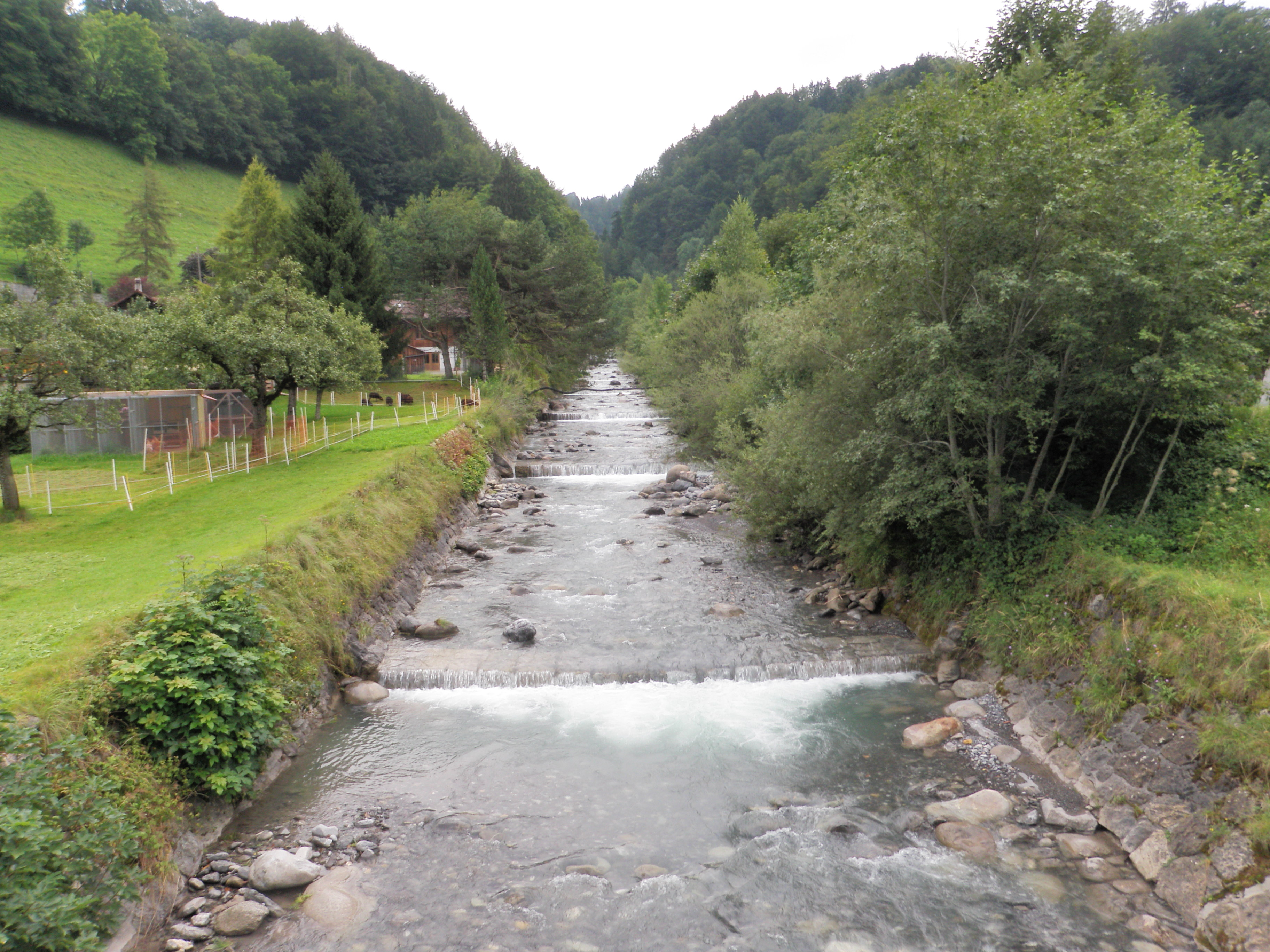

蘇爾德巴赫河是瑞士的河流，位於該國中西部，流經伯恩州，屬於坎德河的右支流，河道全長9.9公里，流域面積24平方公里。